# Steve Bull
Stephen George Bull (Tipton, 1965. március 28. –) angol válogatott labdarúgó.

## Pályafutása

### Klubcsapatokban
Tipton nevű kisvárosban született Staffordshire megyében. Pályafutását is a helyi csapatban a Tipton Townban kezdte, ahol 1984 és 1985 között játszott. Az 1985–86-os idényben a West Bromwich Albion játékosa volt. 1986-ban a Wolverhampton Wanderers  szerződtette, melynek színeiben tizenhárom éven keresztül játszott. 2000 és 2001 között a Hereford United tagjaként fejezte be a pályafutását.     

### A válogatottban
1989 és 1990 között 13 alkalommal szerepelt az angol válogatottban és 4 gólt szerzett. Részt vett az 1990-es világbajnokságon.

## Sikerei, díjai
Wolverhampton Wanderers
- Angol harmadosztályú bajnok (1): 1988–89
- Angol negyedosztályú bajnok (1): 1987–88
- Football League Trophy (1): 1988

## Játékos statisztikái
| Klub                    | Szezon         | Liga  | Liga  | FA-kupa | FA-kupa | Ligakupa | Ligakupa | Egyéb | Egyéb | Összesen | Összesen |
| Klub                    | Szezon         | Mérk. | Gólok | Mérk.   | Gólok   | Mérk.    | Gólok    | Mérk. | Gólok | Mérk.    | Gólok    |
| ----------------------- | -------------- | ----- | ----- | ------- | ------- | -------- | -------- | ----- | ----- | -------- | -------- |
| West Bromwich Albion    | 1985–86        | 1     | 0     | 0       | 0       | 0        | 0        | 2     | 0     | 3        | 0        |
| West Bromwich Albion    | 1986–87        | 3     | 2     | 0       | 0       | 2        | 1        | 1     | 0     | 6        | 3        |
| West Bromwich Albion    | összesen       | 4     | 2     | 0       | 0       | 2        | 1        | 3     | 0     | 9        | 3        |
| Wolverhampton Wanderers | 1986–87        | 30    | 15    | 0       | 0       | 0        | 0        | 7     | 4     | 37       | 19       |
| Wolverhampton Wanderers | 1987–88        | 44    | 34    | 2       | 3       | 4        | 3        | 8     | 12    | 58       | 52       |
| Wolverhampton Wanderers | 1988–89        | 45    | 37    | 1       | 0       | 2        | 2        | 7     | 11    | 55       | 50       |
| Wolverhampton Wanderers | 1989–90        | 42    | 24    | 1       | 1       | 4        | 2        | 1     | 0     | 48       | 27       |
| Wolverhampton Wanderers | 1990–91        | 43    | 26    | 1       | 0       | 2        | 0        | 2     | 1     | 48       | 27       |
| Wolverhampton Wanderers | 1991–92        | 43    | 20    | 1       | 0       | 2        | 3        | 1     | 0     | 47       | 23       |
| Wolverhampton Wanderers | 1992–93        | 36    | 16    | 2       | 1       | 2        | 1        | 2     | 1     | 42       | 19       |
| Wolverhampton Wanderers | 1993–94        | 27    | 14    | 2       | 0       | 0        | 0        | 1     | 1     | 30       | 15       |
| Wolverhampton Wanderers | 1994–95        | 31    | 16    | 2       | 0       | 3        | 2        | 3     | 1     | 39       | 19       |
| Wolverhampton Wanderers | 1995–96        | 44    | 15    | 4       | 2       | 5        | 0        | 0     | 0     | 53       | 17       |
| Wolverhampton Wanderers | 1996–97        | 43    | 23    | 1       | 0       | 2        | 0        | 2     | 0     | 48       | 23       |
| Wolverhampton Wanderers | 1997–98        | 31    | 7     | 3       | 0       | 5        | 2        | 0     | 0     | 39       | 9        |
| Wolverhampton Wanderers | 1998–99        | 15    | 3     | 0       | 0       | 2        | 3        | 0     | 0     | 17       | 6        |
| Wolverhampton Wanderers | Összesen       | 474   | 250   | 20      | 7       | 33       | 18       | 34    | 31    | 561      | 306      |
| Hereford United         | 2000–01        | 6     | 2     | 0       | 0       | 0        | 0        | 1     | 0     | 7        | 2        |
| Teljes karrier          | Teljes karrier | 484   | 254   | 20      | 7       | 35       | 19       | 38    | 31    | 577      | 311      |

1. ↑  Tartalmazza az egyéb versenyszámokat, beleértve az Angol labdarúgó-bajnokság rájátszását, a League Trófeát, Teljes jogú tagok kupája, az Angol-Olasz kupát, FA Trófeát